# راباپاتی
راباپاتی (به مجاری:  Rábapaty) یک شهرداری در مجارستان است که در واش واقع شده‌است. راباپاتی ۲۱٫۴۱ کیلومتر مربع مساحت و ۱٬۷۵۵ نفر جمعیت دارد.